# 日経産業新聞
日経産業新聞（にっけいさんぎょうしんぶん、英: NIKKEI BUSINESS DAILY）は、日本経済新聞社が発行していた、産業・企業情報に特化したビジネス総合紙である。1973年10月1日に創刊。2024年3月29日付で休刊。

## 概要
日本経済新聞社の前身の日本産業経済新聞社は、大東亜戦争（太平洋戦争・第二次世界大戦）中の1942年（昭和17年）、同業の日刊工業新聞社を合併。『軍事工業新聞』（ぐんじこうぎょうしんぶん）の題号で、製造業分野の専門紙を発行したことがある。
終戦直後の1946年（昭和21年）、日刊工業新聞は日本産業経済新聞社改め、日本経済新聞社から分離独立。1950年代から1960年代にかけ、日刊工業新聞は全国的な工業化の波に乗って成長し、部数も日本経済新聞に迫った。そこで日本経済新聞社は、日刊工業に対抗できる専門紙を発行することにし、1971年（昭和46年）、日経流通新聞（現：日経MJ）を創刊。その後、日経グループが日本IBMと共同開発した電子組版システム『ANNECS』（アネックス）が完成したのを受けて、1973年（昭和48年）10月1日、本紙が創刊した。デジタル時代の発信への対応を理由に、2024年（令和6年）3月29日付で休刊となった。
テクノロジー、マネジメント、マーケティングの各分野を中心に、日本経済新聞本紙の産業面よりも深く掘り下げて報道していた。

## 企画記事
毎年7月下旬ごろの紙面にて「主要100品目シェア調査」を発表。前年度の家電製品・生活用品・食品・工業機械・化学製品・各種サービス業などの国内シェアと、主要エレクトロニクス製品の世界シェアを掲載していた。